# Elihu Yale
Pour les articles homonymes, voir Yale (homonymie).
Elihu Yale (5 avril 1649 – 8 juillet 1721) est un administrateur colonial britannique et le premier bienfaiteur de l'université Yale à New Haven, Connecticut. Une partie de son immense fortune provient du commerce des esclaves.

## Biographie

### Origine
Elihu Yale naît à Boston, Massachusetts. Il est le fils de David Yale (1613-1690) et Ursula Knight (1624-1698). Quand Elihu a quatre ans, la famille Yale déménage au Royaume-Uni pour ne jamais revenir en Amérique du Nord.
On peut remonter dans l'ascendance de Yale jusqu'au domaine familial de Plas yn Iâl, près du village de Llandegla, Denbighshire, Pays de Galles. Le nom de Yale provient de l'orthographe anglaise d'un lieu gallois nommé Iâl.

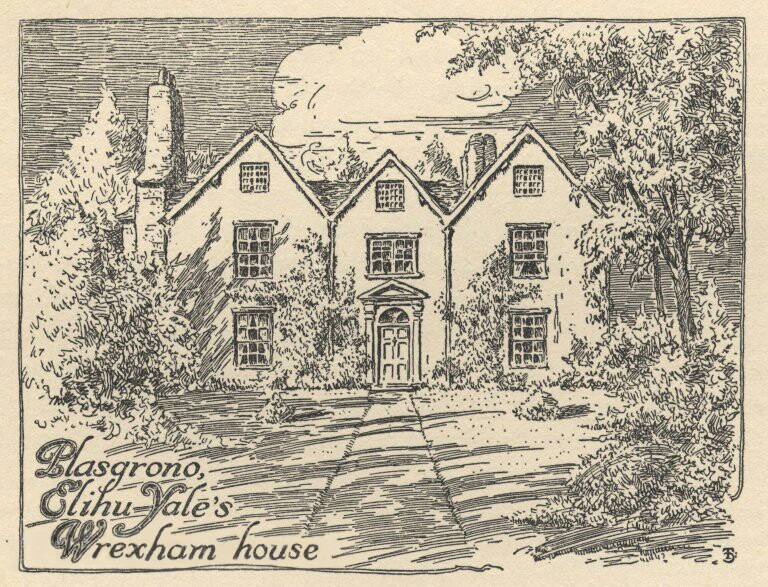
La demeure de Elihu Yale près de Wrexham, Pays de Galles

### Gouverneur de Madras
Pendant 20 ans, Elihu Yale est partie prenante dans la Compagnie anglaise des Indes orientales, et devient le second gouverneur de la colonie de Madras (aujourd'hui Chennai) en 1687, succédant à Streynsham Master. Il contribue au développement du Government General Hospital, hébergé au Fort St George.
Dès qu'Elihu Yale prend les commandes de l'administration de Fort St George le 26 juillet 1687, il édicte une ordonnance datée du 14 janvier 1685 qui exige des Britanniques de Fort St George qu'ils fassent tout leur possible pour passer des marchés avec la ville de San Thome. Dans ce but, Chinna Venkatadri est envoyé pour négocier avec le gouverneur local le 4 août 1687. La mission est une réussite et Chinna Venkatadri s'approprie la souveraineté sur San Thomé pour une période de trois ans. En dépit des véhémentes protestations des habitants d'origine portugaise de San Thomé, les Britanniques acquièrent le contrôle absolu de toutes les terres jusqu'au Mont St Thomas pour trois ans.
En septembre 1688, l'Empereur moghol Aurangzeb prend Golconde après une longue bataille. Le sultan de Golconde est fait prisonnier et l'État annexé par les Moghols. Le subedar moghol nouvellement désigné pour la province rédige une lettre adressée aux autorités britanniques du Fort St George demandant aux Britanniques de Madras de reconnaître la suzeraineté de l'Empereur moghol. À cela, les Britanniques se conforment volontiers. Aurangzeb garantit l'indépendance de Madras, mais demande en retour que les Britanniques fournissent des troupes dans l'éventualité d'une guerre contre les Marathes. C'est à peu près à cette époque que le fils d'Elihu Yale, David Yale, décède à l'âge de trois ans et est inhumé au cimetière de Madras. Sa pierre tombale repose aujourd'hui sous une sorte d'obélisque, dans les jardins de la Madras High Court of Justice.
Les archives de ce temps mentionnent un commerce des esclaves florissant à Madras. La demande commençant à augmenter rapidement, les marchands britanniques commencent à kidnapper de jeunes enfants et à les déporter vers des contrées lointaines contre leur gré. L'administration de Fort St George finit par intervenir et promulguer des lois pour endiguer la menace. Le 2 février 1688, Elihu Yale, avec le soutien de la majorité des intervenants, décrète que dorénavant, les esclaves devront être examinés par les juges de la Choultry Court avant d'être transportés. Le transport de jeunes enfants, en particulier, devient illégal.
Yale amasse une fortune, largement grâce à des contrats secrets passés avec les marchands de Madras contre les règles édictées par la Compagnie anglaise des Indes orientales. En 1692, son ignorance répétée des règlements et l'embarras croissant qu'occasionne son enrichissement illégal entraînent son éviction du poste de gouverneur. Il s'enrichit également de la vente d'esclaves.

### Bienfaiteur de Yale
Il devient membre de la Royal Society le 30 novembre 1717.
En 1718, Cotton Mather contacte Yale et lui demande son aide. Mather représente une petite institution d'enseignement qui avait été fondée sous le nom de Collegiate School of Connecticut en 1701, et qui avait besoin d'argent pour un nouveau bâtiment à New Haven, Connecticut. Yale envoie à Mather une caisse de marchandises que l'école vend ensuite, rapportant à l'école 560 livres sterling, une somme substantielle au début des années 1700. En remerciement, les officiels de l'école nomment le nouveau bâtiment Yale ; finalement l'institution entière prend le nom de Yale College (Université Yale).

### Mort

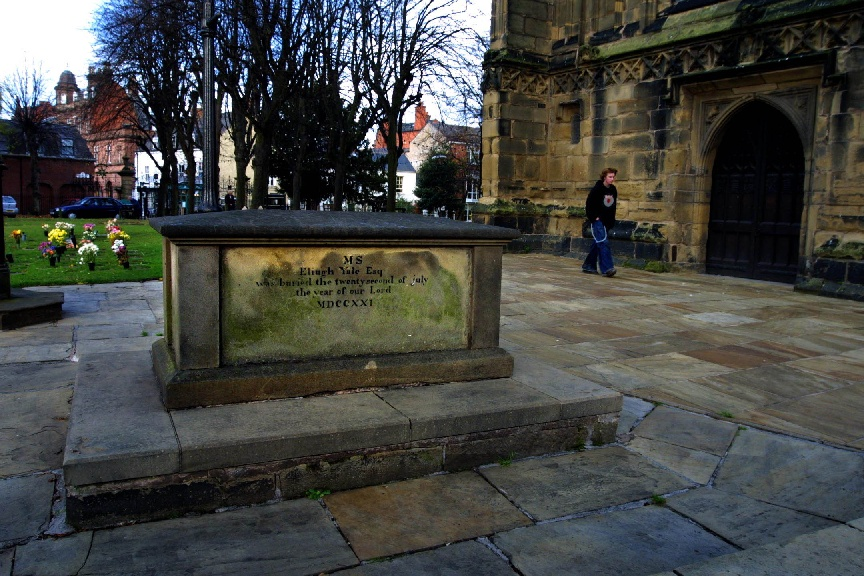
Le tombeau de Yale dans le cimetière de l'église Saint-Gilles à Wrexham.

Il meurt au Royaume-Uni et sa tombe, dans le cimetière de l'église Saint-Gilles (en) à Wrexham, porte l'inscription suivante :
Born in America, in Europe bred

In Africa travell'd and in Asia wed

Where long he liv'd and thriv'd; In London dead

Much good, some ill, he did; so hope all's even

And that his soul thro' mercy's gone to Heaven

You that survive and read this tale, take care

For this most certain exit to prepare

Where blest in peace, the actions of the just

Smell sweet and blossom in silent dust.
La tour Harkness de l'université Yale est inspirée de celle de l'église Saint-Gilles de Wrexham.